# 奧古斯都神廟
奧古斯都神廟（Temple of Divus Augustus）是古羅馬時期的一座神廟，紀念羅馬帝國的第一位皇帝奧古斯都。奧古斯都神廟被用來作為古羅馬硬幣上的圖案。在圖密善執政時期，奧古斯都神廟曾被燒毀，後又重建。奧古斯都神廟最後出現在記載中是在248年。

## 外部連結
- Ancient Coins: Antonius Pius denarius. Analysis of a Roman coin depicting the Temple of Divus Augustus. (Dr. Tom Buggey, University of Tennessee at Chattanooga)